# Émile Duhousset
Émile Duhousset, né le 18 avril 1823 à Paris où il est mort le 13 février 1911, est un officier, explorateur et artiste français.

## Biographie
Émile Duhousset est fait prisonnier à la bataille de Frœschwiller-Wœrth le 6 août 1870 en restant auprès du général Noël Raoult, mortellement blessé.
Il illustre Identification anthropométrique : Instructions signalétiques de Alphonse Bertillon.
Il meurt au no 6 rue de Furstemberg à Paris. Ses obsèques sont célébrées dans l'église Saint-Germain-des-Prés et il est inhumé au cimetière du Montparnasse. Ses restes ont été transférés à l'ossuaire du cimetière de l'Est en 1971.

## Distinctions
- Chevalier de l'ordre de Saint-Grégoire-le-Grand (1850)
- Chevalier de l'ordre royal des Deux-Siciles (1851)
- Commandeur de 3e classe de l'ordre du Lion et du Soleil (1861)[2]
- Officier de la Légion d'honneur (décret du 7 juin 1865)
- Officier de l'Instruction publique

## Publications
- Notice et documents historiques sur les chevaux orientaux, Saint-Germain, H. Picault, 1863, 22 p., in-8o
- Mœurs orientales. Les huis-clos de l'ethnographie. De la circoncision des filles. Virginité. Infibulation. Génération. Eunuques. Skoptzis. Cadenas. Ceinture, Londres, Impr. particulière de la Société d'anthropologie et d'ethnologie comparées, 1878, 31 p., in-8o
- Le Cheval, allures, extérieur, proportions, Paris, Vve A. Morel, 1881, 115 p., in-8o